# Spegel för dag och natt
Spegel för dag och natt är en prosabok av Artur Lundkvist utgiven 1953. Den anknyter till den föregående boken Malinga och innehåller en blandning av reseintryck, prosadikter och novelletter.

Förlagets beskrivning av boken är: 
| ” | Spegel för dag och natt ger ett färgskimrande panorama över yttre och inre landskap, över människan som verklighet och människan som möjlighet. I reseintryck, prosadikter, novelletter och porträtt från vitt skilda väderstreck skildrar Artur Lundkvist länder och städer, människor och händelser, speglade i ett starkt vitalt och artistiskt temperament. | „ |

I sin självbiografi Självporträtt av en drömmare med öppna ögon beskriver Lundkvist boken som "en samling kortprosa som delvis hade karaktären av dagboksblad, med direkt nedtecknade eller ur minnet hämtade impressioner".